# Nordsjællands Hospital
Nordsjællands Hospital er en fællesbetegnelse, der dækker over tre nordsjællandske sygehuse i Region Hovedstaden. Den 1. februar 2013 blev Hillerød, Frederikssund og Helsingør Hospitaler samlet under navnet Nordsjællands Hospital.
Samlingen betød, at borgerne i Nordsjælland fik ét samlet hospital med tværgående specialiserede afdelinger.
Nordsjællands Hospital består af:
- Nordsjællands Hospital – Hillerød
- Nordsjællands Hospital – Frederikssund
- Nordsjællands Hospital – Sundhedshuset Helsingør
- Nordsjællands Hospital - Montebello, Malaga, Spanien

## 2007
Nordsjællands Hospital eksisterede desuden fra januar 2007 til udgangen af 2007.
Dengang var Nordsjællands Hospital en fællesbetegnelse, der dækkede over følgende fem nordsjællandske sygehuse i Region Hovedstaden:
- Esbønderup Hospital - lukket 2011
- Frederikssund Hospital
- Helsingør Hospital - lukket 2013
- Hillerød Hospital
- Hørsholm Hospital - lukket 2011

Som følge af Region Hovedstadens hospitalsplan 2007 blev hospitalerne splittet op og Helsingør og Frederikssund hospitaler fik egne ledelser. Hillerød Hospital blev udpeget som områdehospital i Planlægningsområde Nord, men Helsingør og Frederikssund hospitaler blev nærhospitaler. Hørsholm Hospital var organisatorisk tilknyttet Hillerød Hospital og Esbønderup Sygehus Frederikssund Hospital.

## Tidligere navne
FAC = Frederiksborg Amts Centralsygehus (i Hillerød)

## Eksterne kilder og henvisninger
- Nordsjællands Hospital - Region Hovedstaden

|  | Denne artikel om en bygning eller et bygningsværk kan blive bedre, hvis der indsættes et (bedre) billede. Du kan hjælpe ved at afsøge Wikimedia Commons for et passende billede eller lægge et op på Wikimedia Commons med en af de tilladte licenser og indsætte det i artiklen. |

|  | Denne artikel kan blive bedre, hvis der indsættes geografiske koordinater Denne artikel omhandler et emne, som har en geografisk lokation. Du kan hjælpe ved at indsætte koordinater i wikidata. |